# Вилар, Жан
Жан Вила́р (фр. Jean Vilar; 25 марта 1912, Сет, Эро — 28 мая 1971, там же) — французский театральный режиссёр и актёр, создатель Авиньонского театрального фестиваля.

## Биография
Жан Вилар родился в городе Сет в департаменте Эро на юге Франции, в семье мелкого коммерсанта—галантерейщика, мечтавшего сделать своего сына скрипачом. Жан учился в коллеже и музыкальной школе. Уже в двенадцать лет он дебютировал в качестве первой скрипки маленького джаз-оркестра. В 1932 году обосновался в Париже, учился филологии, слушал курс философии у Алена (Эмиль Шартье), театрального искусства — у Шарля Дюллена. Дебютировал на сцене в 1935 году в «Театре Ателье» (фр.) Ш. Дюллена. С 1940 года работал в передвижном театре, в 1943-м основал собственную компанию, поставил «Пляску смерти» (швед.) А. Стриндберга. Его первый театральный триумф — постановка «Убийства в соборе» Т. С. Элиота в театре Жака Копо «Старая голубятня» в 1945 году.

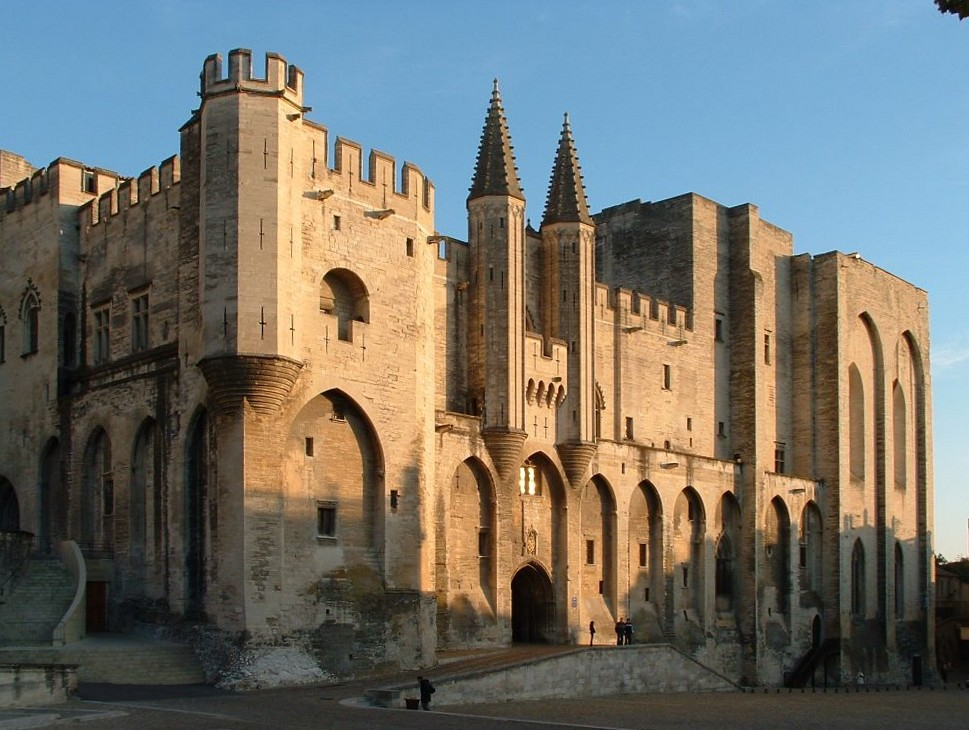
Папский дворец, в котором проходит Авиньонский фестиваль

В 1947 году организовал в Папском дворце Авиньона Неделю драматического искусства, давшую начало Авиньонскому фестивалю, которым Вилар руководил до самой своей смерти в 1971 году. После посещения Папского дворца Вилар, думая о фестивале, сказал: «Мне показалось, что здесь могут происходить особенные вещи. У меня была цель примирить наконец архитектуру и поэтическую драму». С самого начала на Авиньонских фестивалях сознательно вырабатывается особый тип отношений с публикой, направленный на её заинтересованность и соучастие, на установление с ней особого контакта.
Успех авиньонской «Недели драматического искусства» привёл к тому, что Вилару предложили возглавить театр в Париже, во Дворце Шайо на 2300 зрителей, куда во многом был перенесён сам стиль авиньонских спектаклей. Из Авиньона в Париж перешла и традиция встреч со зрителями, на которых обсуждались и спектакли, и более общие вопросы взаимоотношений театра со своей публикой.
В 1951—1963 годах Вилар стоял во главе Национального народного театра (TNP), который был создан в 1920 году актёром и режиссёром Фирменом Жемье, с целью показать широкой публике спектакли высокого уровня постановки и художественно-музыкального оформления. После смерти Жемье в 1933 году TNP пришёл в упадок.
Не дожидаясь длительной перестройки дворца Шайо, которую задумал Вилар, театр начал работать на временных площадках. Первые же поставленные им спектакли — корнелевский «Сид» и брехтовский «Мамаша Кураж и её дети» — стали знаковыми для TNP. Луи Арагон назвал «Сида» лучшим спектаклем, который он когда-либо видел.
С 1952 по 1966 год Авиньонский фестиваль был фестивалем одного театра — TNP, поставленные там спектакли переносились затем на сцену Шайо, при этом лишь несколько спектаклей, поставленных в Париже, были показаны затем в Авиньоне.
Репертуар TNP состоял главным образом из классических произведений мировой драматургии. Спектакли шли почти без декораций и реквизита, из элементов оформления активную роль играли театральный костюм, освещение. Вилар демократизировал театр — снизил цены на билеты, политизировал его, особенно в период Алжирской войны, пригласил в TNP молодых актёров, в том числе Жерара Филипа и Марию Казарес, привлёк к сотрудничеству крупных современных художников: А. Манесье, Л. Гиша, М. Прассинос и других. Наряду с французской классикой, П. Корнелем и Мольером, он ставил У. Шекспира, П. Кальдерона, Г. Клейста, Г. Бюхнера, а также Б. Брехта.
Внедрение системы абонементов позволяло публике заранее планировать свои посещения и покупать билеты по более низким ценам, а театру предоставляло финансовую стабильность. Театр часто уезжал в гастрольные поездки по стране. По образцу TNP подобные театры стали создаваться в провинции. Последним спектаклем Вилара в TNP стал «Томас Мор, или Одинокий человек» по пьесе Роберта Болта.
В сентябре 1963 году Жан Вилар не стал продлевать контракт с TNP, после чего осуществил постановку нескольких оперных спектаклей. До своей смерти он успел подготовить ещё три фестивальные программы и провести два фестиваля.
28 мая 1971 года режиссер умер в Париже во сне от сердечной недостаточности. Его похоронили на Морском кладбище родного г. Сет.

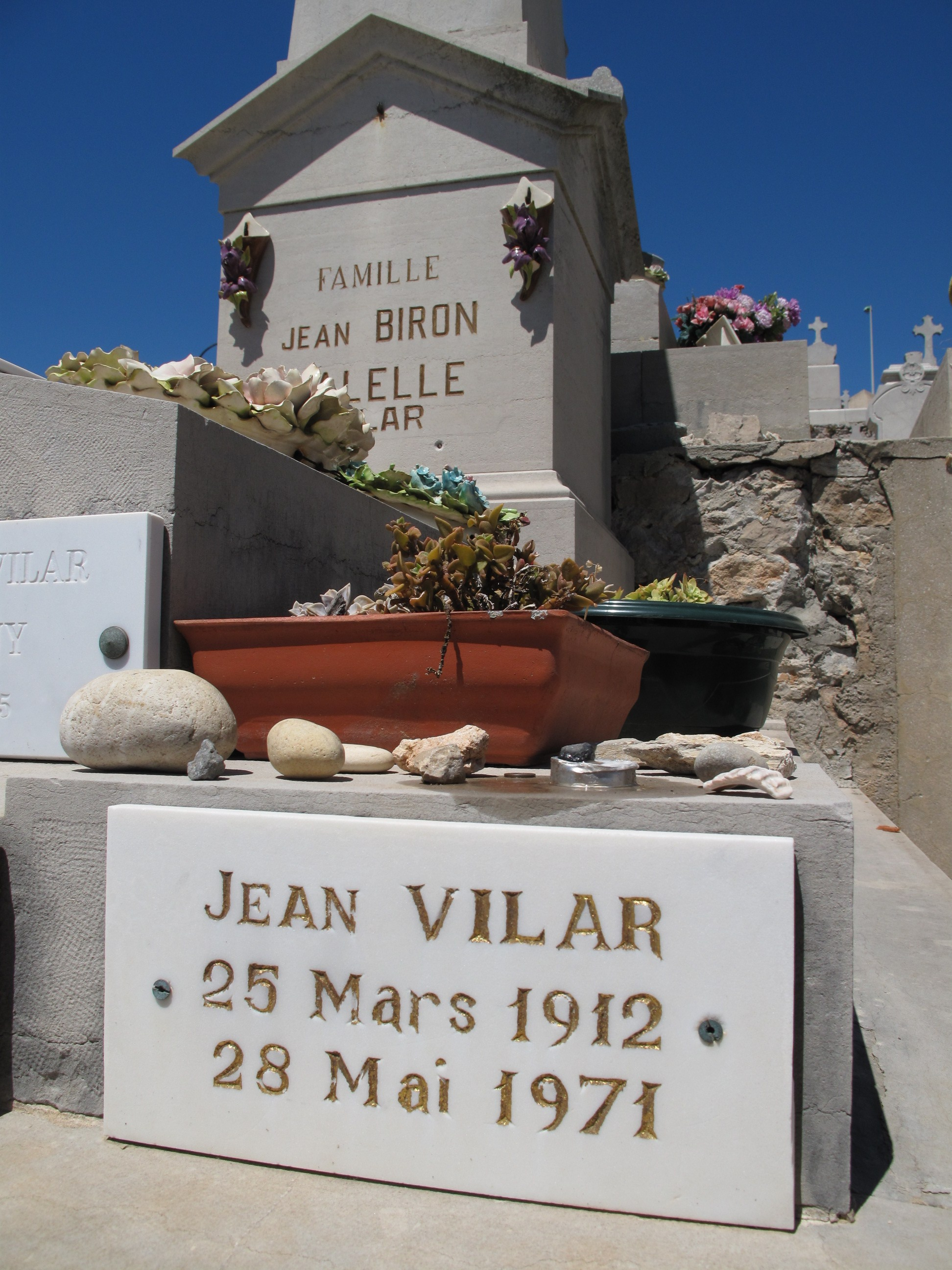
Могила Ж. Вилара

## Вилар в кино
Снимался в кино у М. Карне, Й. Ивенса и др.

## Память
Имя Вилара носят несколько французских театров (в Сюренe, Витри-сюр-Сен и др.).

## Сочинения
- De la tradition théatrale. Paris: L’Arche, 1955 (многократно переиздавалась)
- Le théâtre, service public et autres textes. Paris: Gallimard, 1975
- Jean Vilar par lui-même. Avignon: Maison Jean Vilar; Arles: Actes Sud, 1991

## Публикации на русском языке
- О театральной традиции. М.: Изд-во иностр. лит-ры, 1956